# Mörmter

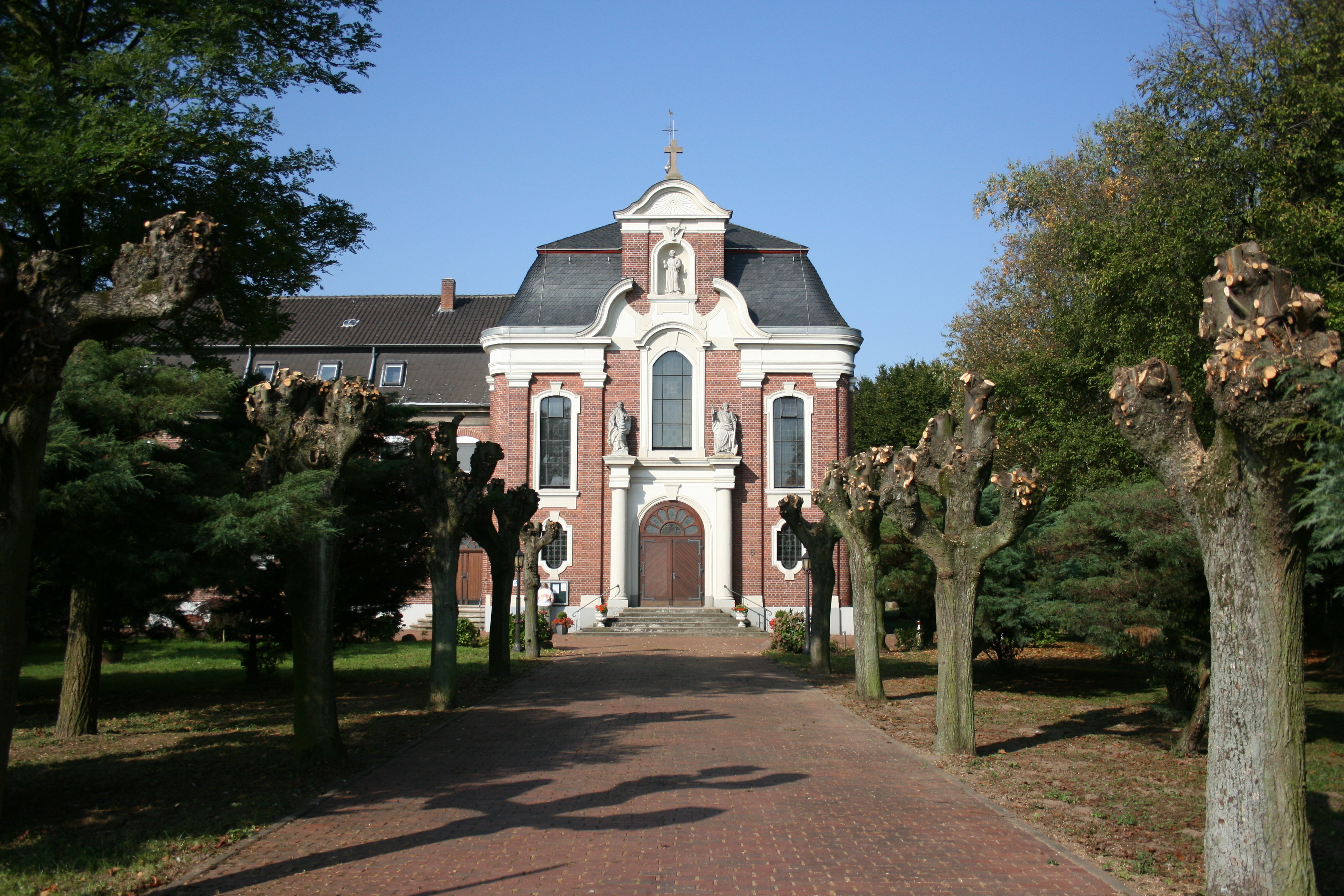
Entrée du couvent de Mörmter

Mörmter est un village rural d'Allemagne en Rhénanie-du-Nord-Westphalie qui dépend depuis 1969 de la municipalité de Xanten et se trouve dans les limites du faubourg de Wardt. En 2004, le village comptait une trentaine de fermes et le couvent de Mörmter construit en 1922.

## Historique
C'est en 1655, qu'une petite église réformée est construite sur les terres données par une riche famille locale de fermiers. Xanten s'ouvre à la Réforme protestante en 1546-1547. Une paroisse protestante existe également à Xanten au XVIIe siècle, les deux communautés sont réunies en 1993.
Les familles de fermiers Beckmann, Seegers et Siebers font don de terres aux franciscains qui fondent un couvent en 1922.